# ロイド・ジェイコブズ
ロイド・ジェイコブズ（Lloyd Jacobs、1993年2月7日 - ）は、キューダスに所属するラグビーユニオン選手。

## プロフィール
- ナミビア出身[1]。
- ポジションはセンター(CTB)。
- 身長 180cm、体重 85kg
- ナミビア代表キャップは1（2025年2月現在）。

## 略歴
2023年、ラグビーワールドカップ2023のナミビア代表に追加召集された。